# Hanna Haponova
Hanna Valentynivna Haponova (Oekraïens: Ганна Валентинівна Гапонова, Charkov, 28 oktober 1985) is een Oekraïense professioneel tafeltennisster. Zij speelt linkshandig met de shakehandgreep. Soms wordt haar naam geschreven als Ganna Gaponova.
Zij nam namens haar land deel aan de Olympische Zomerspelen 2020 en won daar geen medailles.

## Belangrijkste resultaten
- Brons met het team op de Europese kampioenschappen tafeltennis 2015.
- Brons in het dubbelspel op de Europese kampioenschappen tafeltennis 2020 met Tetjana Bilenko.